# Mouvement pour la liberté de l'avortement et de la contraception
Le Mouvement pour la liberté de l’avortement et de la contraception (MLAC) était une association française loi de 1901, créée en avril 1973 dans le but de légaliser l'interruption volontaire de grossesse (IVG) en France. Elle regroupait des militants du Planning familial, du Mouvement de libération des femmes et du Groupe information santé (GIS) . Le mouvement a été dissous en février 1975 après le vote de la loi Veil autorisant l'IVG, l'objectif du mouvement ayant été atteint,.

## Historique
En France, la première démonstration de l'avortement par la méthode de Karman a lieu dans l'appartement de Delphine Seyrig en août 1972 en présence de militantes du MLF, de Pierre Jouannet, et du médecin à qui elle doit son nom, Harvey Karman, psychologue et militant pour la liberté de l'avortement en Californie depuis les années 1950. Les médecins du Groupe information santé vont ensuite permettre à d'autres femmes de l'utiliser illégalement. La lutte pour l'avortement a été facilitée avec l'apparition de cette méthode de Karman, dite aussi d'avortement par aspiration. 
Le Mouvement pour la liberté de l’avortement et de la contraception (MLAC) est créé le 4 avril 1973 après le manifeste des 331 médecins. C'est un mouvement mixte rassemblant médecins et non-médecins, voulant que l'avortement soit exercé à la simple demande de la femme et remboursé par la sécurité sociale, en tant qu'acte médical. Ces deux objectifs seront les piliers de la loi Veil de 1975. 
Les archives du MLAC sont conservées au Centre des archives du féminisme à l'université d'Angers qui en est propriétaire.

## Objectifs
En mars 1973, la Charte du MLAC est signée. Les objectifs cités sont : la diffusion d'une information sexuelle, la liberté de la contraception et la liberté de l'avortement. Le mouvement veut créer des centres mettant à disposition des informations sur la contraception, la sexualité et l'avortement. Ces centres seront gérés par les usagers.

## Organisation
L'association s'organise autour d'un comité central et de comités locaux implantés dans toute la France. Des groupes sont formés dans les hôpitaux, les universités ou encore dans les entreprises. Ils pratiquent des permanences et des avortements. Le mouvement est présent dans les moyennes et grandes villes. L'ouest et le massif central (de forte tradition catholique) contiennent très peu de comités. À l'inverse, Paris et ses banlieues sont très couverts. Le bureau de l'association, à sa création, est composé de cinq membres :
- Présidente : Monique Antoine (avocate proche du GIS et du MLF),
- Vice-présidentes : Simone Iff (Planning familial) et Jeannette Laot (CFDT),
- Trésorier : Robert Szpirglas (dentiste et militant au GIS),
- Secrétaire générale : Claudine Baschet (médecin et psychothérapeute, signataire du manifeste des 331).

## Actes
Le MLAC pratique :
- L'interruption volontaire de grossesse ;
- L'apprentissage de la méthode de Karman[11]. Le mouvement donne une visibilité à ces actions et une couverture juridique aux pratiquants [10] ;
- L'organisation de voyages collectifs vers Londres ou Amsterdam pour les femmes enceintes de plus de 12 semaines[7]. 248 femmes sur 338, regroupées au centre d’orthogénie de Bayeux, auront recours à cette pratique entre 1973 et 1974[10]. Les voyages s'arrêtent le 10 novembre 1974 lors de la discussion au parlement de la loi Veil.

Pour plus de visibilité, un « Tour de France du MLAC » a été organisé lors de l'été 1974. Ce tour s'est fait dans un car avec des banderoles et des haut-parleurs. Le départ est organisé le 14 juillet au camp de Canjuers. Le 19 juillet, le car s'arrête à Romans et soutient une grève de femmes dans un atelier de chaussures. Le 25 juillet a lieu un arrêt à Besançon et un soutien est organisé autour des ouvrières de LIP. Ce tour de France s’achève le 16 août sur le plateau du Larzac.

## Le MLAC dans les films et la littérature

### Documentaires
- Le film Histoires d'A, de Marielle Issartel et Charles Belmont, sort en 1973 durant la période d'activité de l'association. Initialement interdit à la diffusion, il contribue à faire connaître l'action du MLAC [12]. Les cinéastes qui ont réalisé le film à la demande du Groupe information santé ont donné leur recette au MLAC.

- Regarde... elle a les yeux grand ouverts, réalisé par Yann Le Masson, est sorti en 1980[13].

- Le jour où j'ai découvert que Jane Fonda était brune est un documentaire réalisé par Anna Salzberg en 2022. Elle interroge un groupe de femmes qui étaient militantes au MLAC, dans les années 1970[14].

### Fiction
Le film Annie colère, sorti en 2022, met en scène une cellule du MLAC en 1974-1975. Il présente les actions du MLAC à travers le parcours du personnage fictif d'Annie, une ouvrière et mère qui va progressivement s'impliquer dans le combat pour le droit à l'avortement.

### Livre
En janvier 2024 paraît le témoignage d'Annie Chemla Nous l'avons fait. Récit d'une libération féministe. Dans cet ouvrage, préfacé par la sociologue Lucile Ruault, Annie Chemla, militante des droits des femmes, raconte son engagement au sein du MLAC dans les années 1970-1980.